# Stenoidion apicatum
Stenoidion apicatum là một loài bọ cánh cứng trong họ Cerambycidae.